# Красный Партизан (Курганинский район)
Красный Партизан — упразднённый хутор в Курганинском районе Краснодарского края России. На момент упразднения входил в состав Петропавловского сельского округа. Исключен из учётных данных в 1997 году.

## География
Располагался на левобережье реки Чамлык, в 0,7 км, по прямой, к западу от станицы Петропавловская.

## История
Постановлением заксобрания Краснодарского края от 30 сентября 1997 года № 714-П хутор исключен из учётных данных.